# Пеплувек (Західнопоморське воєводство)
Пеплувек (пол. Pepłówek, нім. Neufeld) — село в Польщі, у гміні Каліш-Поморський Дравського повіту Західнопоморського воєводства.
Населення — 98 осіб (2011).
У 1975-1998 роках село належало до Кошалінського воєводства.

## Демографія
Демографічна структура станом на 31 березня 2011 року:
|          | Загалом | Допрацездатний вік | Працездатний вік | Постпрацездатний вік |
| -------- | ------- | ------------------ | ---------------- | -------------------- |
| Чоловіки | 50      | 11                 | 37               | 2                    |
| Жінки    | 48      | 11                 | 29               | 8                    |
| Разом    | 98      | 22                 | 66               | 10                   |